# Schumantunnel
De Schumantunnel is een spoortunnel in de stad Brussel, in het Brussels Hoofdstedelijk Gewest. De tunnel heeft een lengte van 970 meter en loopt onder de Clovislaan, de Ambiorixsquare en de Karel de Grotelaan. De dubbelsporige spoorlijn 161 gaat door deze tunnel. De snelheid in de tunnel is beperkt tot 50 km/u.
Het noordelijke tunnelportaal en het erboven gelegen voormalige station Leuvensesteenweg bevinden zich in de gemeente Sint-Joost-ten-Node (de Leuvensesteenweg zelf vormt de gemeentegrens). Aan het andere eind van de tunnel ligt het station Brussel-Schuman, dat zich deels ondergronds, deels bovengronds bevindt. De tunnel loopt onder andere onder het Berlaymontgebouw.
De tunnel werd genoemd naar Robert Schuman.